# Maxomys hellwaldii
Il ratto spinoso sulawesiano di Hellwald (Maxomys hellwaldii  Jentink, 1878) è un roditore della famiglia dei Muridi, endemico dell'isola di Sulawesi.

## Descrizione

### Dimensioni
Roditore di medie dimensioni, con lunghezza della testa e del corpo tra 192 e 200 mm, la lunghezza della coda tra 165 e 200 mm, la lunghezza del piede tra 40 e 47 mm e la lunghezza delle orecchie tra 23 e 26 mm.

### Aspetto
La pelliccia è corta, soffice, densa e senza spine. Le parti superiori sono castane, più scure lungo la schiena, mentre le parti ventrali sono bianche. Le vibrisse sono lunghe, marroni o bianche, con la punta bianca. Le orecchie sono allungate, arrotondate e prive di peli. Le parti dorsali delle zampe sono giallo chiaro. La coda è più corta della testa e del corpo, ricoperta finemente di peli, bruno-grigiastro sopra, priva di pigmento sotto e nel terzo terminale. Sono presenti 10-13 anelli di scaglie. Le femmine hanno un paio di mammelle pettorali, un paio post-ascellari e due paia inguinali. Il cariotipo è 2n=34 FN=61-62.

## Biologia

### Comportamento
È una specie terricola.

### Alimentazione
Si nutre di frutta, artropodi, lumache e piccoli vertebrati.

### Riproduzione
Danno alla luce 2-4 piccoli alla volta.

## Distribuzione e habitat
Questa specie è endemica di Sulawesi.
Vive nelle foreste pluviali tropicali sempreverdi fino a 1.000 metri di altitudine. È presente anche in aree disturbate vicino alle foreste.

## Tassonomia
Sono state riconosciute 4 sottospecie:
- M.h.hellwaldii: Sulawesi nord-orientale;
- M.h.cereus (Miller & Hollister, 1921): Sulawesi nord-occidentale;
- M.h.griseogenys (Sody, 1941): Sulawesi sud-orientale;
- M.h.localis (Miller & Hollister, 1921): Sulawesi centrale.

## Conservazione
La IUCN Red List, considerato il vasto areale, la presenza in diverse aree protette, la tolleranza al degrado del proprio habitat e la popolazione numerosa, classifica M.hellwaldii come specie a rischio minimo (Least Concern).